# Snowshoe Mountain
Koordinaten: 38° 24′ 32″ N, 79° 59′ 41″ W

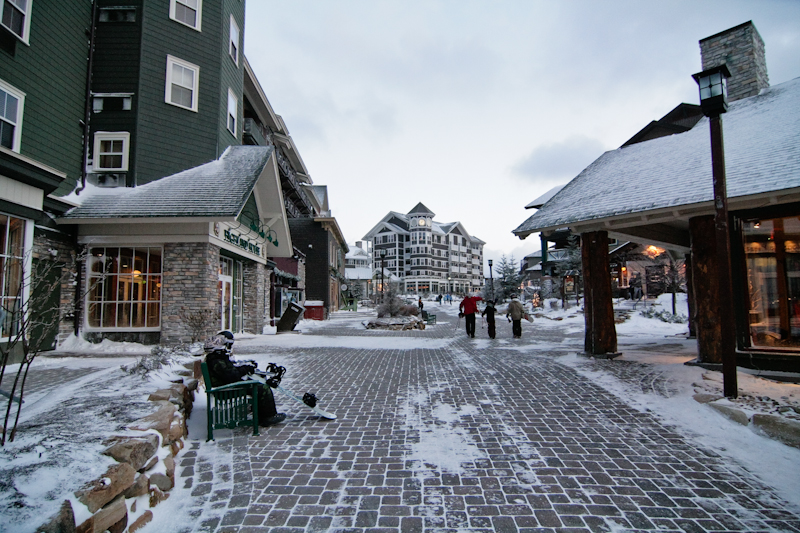
Snowshoe im Winter

Snowshoe Mountain ist ein Wintersportgebiet für den alpinen Skisport in den Allegheny Mountains in den Vereinigten Staaten von Amerika.
Das Skigebiet liegt auf einer Höhe zwischen 1020 und 1478 Meter über dem Meer. Hauptort ist Snowshoe, eine gemeindefreie Siedlung im  Pocahontas County im Bundesstaat West Virginia mit 1.400 Betten in Eigentums- und Ferienwohnungen.

## Geschichte
Das Gebiet wurde von etwa 1905 bis 1960 abgeholzt und war danach praktisch unfruchtbar und verlassen. Thomas Brigham, der zuvor die Skigebiete Sugar Mountain und Beech Mountain eröffnet hatte, entdeckte den Berg und glaubte, dass er ein guter Standort für den Bau eines neuen Skigebiets sein würde. Am 13. Dezember 1974 wurde das Resort für den Skisport geöffnet. Die Skipisten und Lifte erhielten Namen, die an die lokale Geschichte des Holzeinschlags erinnerten, zum Beispiel: Grab Hammer, J-Hook, Ball Hooter und Skidder.
1992 fusionierte das Skigebiet mit dem – bis dahin eigenständigen – Skigebiet Silver Creek. 1995 übernahm die Intrawest, ein kanadischer Betreiber von Skigebieten das Resort und baute es zu seiner heutigen Größe aus.

## Skigebiet
Das Skigebiet Snowshoe Mountain besteht aus der Snowshoe Basin Area, The Western Territory und der Silver Creek Area. Höchster Punkt ist der Gipfel des Thorny Flat mit einer Höhe von 1478 Meter über dem Meer und einer durchschnittlichen maximalen Schneehöhe von 460 Zentimetern. Die durchschnittliche Wintersaison beträgt etwas mehr als 130 Tage pro Jahr.
Insgesamt verfügt das Skigebiet über 31 Pistenkilometer, davon 6 Kilometer schwere (schwarz), 11 Kilometer mittlere (rot) und 14 km leichte (blau), die durch 14 Lifte erschlossen sind. Alle Pisten können künstlich beschneit werden. Die Pisten Cupp Run und Shay's Revenge mit einem Höhenunterschied von 457 Metern gehören zu den höchsten im Osten der Vereinigten Staaten.

## Weitere Sportarten
Während Snowshoe immer noch vor allem für seine Winteraktivitäten bekannt ist, werden vom Betreiber kontinuierlich Anstrengungen unternommen, das Gebiet ganzjährig zu vermarkten.
- Das Resort verfügt über ausgedehnte Mountainbike-Strecken, die in der schneefreien Zeit das Ausüben nahezu aller Disziplinen des Mountainbikesports möglich machen. 2019 war Snowshoe Mountain erstmals Austragungsort des UCI-Mountainbike-Weltcups, seitdem steht das Gebiet regelmäßig im Weltcup-Kalender und richtete die Mountainbike-Marathon-Weltmeisterschaften 2024 aus.
- Snowshoe Mountain ist regelmäßiger Austragungsort eines Rennens der Grand National Cross Country Series einer US-amerikanischen Rennserie im Motocross.
- Im Tal gibt es einen von Gary Player entworfenen Golfplatz.
- Darüber hinaus verfügt das Gebiet über ein ausgedehntes Netz an Wander- und Reitwegen.